# 375
Évszázadok: 3. század – 4. század – 5. század
Évtizedek: 320-as évek – 330-as évek – 340-es évek – 350-es évek – 360-as évek – 370-es évek – 380-as évek – 390-es évek – 400-as évek – 410-es évek – 420-as évek
Évek: 370 – 371 – 372 – 373 –  374 – 375 – 376 – 377 – 378 – 379 – 380

## Események

### Római Birodalom
- Nem választanak új consulokat, az előző évi Gratianus és Equitius hivatalban marad.
- Valentinianus császár Galliából a kvádok által feldúlt Pannóniába vonul, ahol Carnuntumot teljesen elpusztítva találja. A nyár folyamán sereget gyűjt, majd ősszel Aquincumnál átkel a Dunán a kvádok területére és elpusztítja földjeiket. A germánok követséget küldenek hozzá, de a tárgyalás során a császár úgy feldühödik, hogy agyvérzést kap, amelybe belehal.
- Flavius Merobaudes főparancsnok békét köt a kvádokkal.
- Valentinianus trónját 16 éves fia, Gratianus örökli, de néhány napon belül a pannóniai légiók 4 éves féltestvérét, II. Valentinianust társcsászárrá kiáltják ki (helyette anyja, Iustina kormányoz régensként). Gratianus Galliát, Hispaniát és Britanniát kapja, míg II. Valentinianus Itáliát, Illyricumot és Africát. A rangidős császár (senior augustus) a keleti birodalomrész ura, Valens.
- Valens Antiochiában ünnepli trónra lépésének tíz éves évfordulóját. II. Sápur szászánida király követséget küld hozzá és Örményország, valamint Ibéria megosztását követeli, amit Valens visszautasít. A császár háborúra készül a perzsák ellen, amit az arabok és a kis-ázsiai isauriaiak felkelése lassít.
- Az africai felkelés vezetőjét, Firmust az egyik sivatagi törzs vezetője elfogja, de még mielőtt átadhatná a rómaiaknak, Firmus öngyilkos lesz.

### India
- Meghal Szamudragupta, a Gupta Birodalom királya, aki hatalmas területeket hódított meg. Utóda fia, II. Csandragupta.

### Korea
- Kogurjói csapatok támadnak Pekcsére és elfoglalják az egyik északi erődöt. Kuncshogo király ellentámadást szervez, amely nem jár sikerrel és egy nagyobb hadsereg felállítását az aszály is nehezíti. Télen Kuncshogo meghal, utóda fia, Kunguszu.
- Kogurjóban elkészül az első két buddhista templom.

## Születések
- Orosius, római teológus, történetíró

## Halálozások
- november 17. – I. Valentinianus, római császár
- Szamudragupta, a Gupta Birodalom királya
- Kuncshogo, pekcsei király

## Fordítás
- Ez a szócikk részben vagy egészben  a(z)   375 című francia Wikipédia-szócikk ezen változatának fordításán alapul.  Az eredeti cikk szerkesztőit annak laptörténete sorolja fel. Ez a jelzés csupán a megfogalmazás eredetét és a szerzői jogokat jelzi, nem szolgál a cikkben szereplő információk forrásmegjelöléseként.